# アロス・コン・レチェ

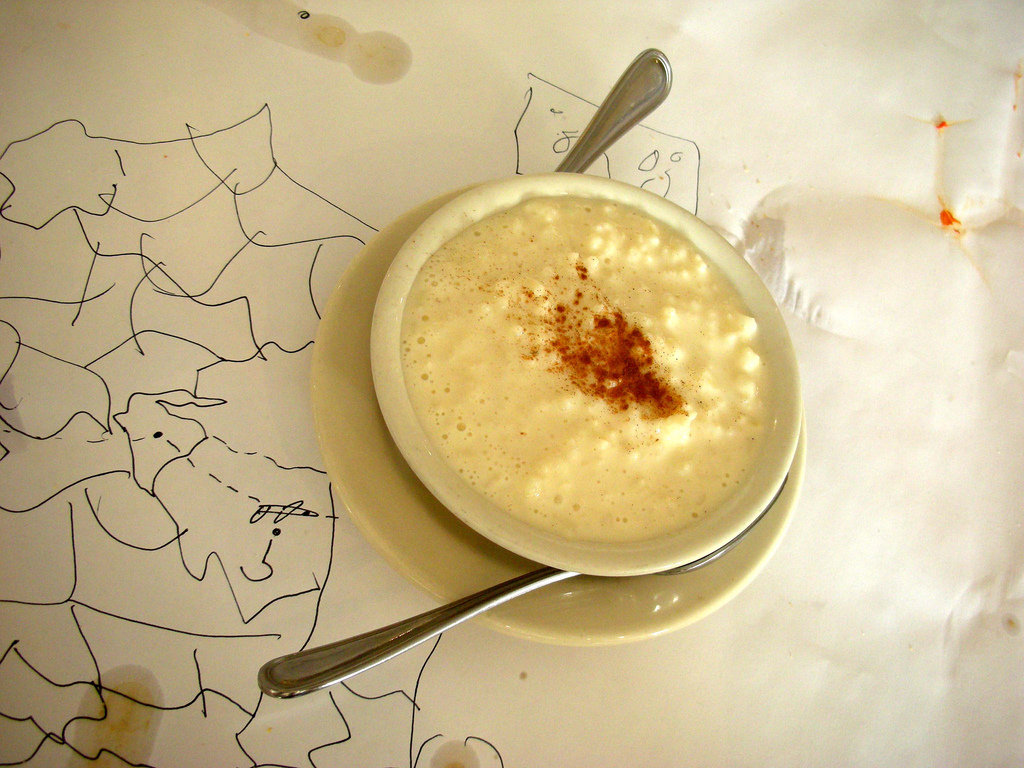
アロス・コン・レーチェ

アロス・コン・レーチェ （スペイン語: Arroz con leche）は、米と牛乳で作ったデザート。スペインや中南米の各国でよく食べられている。"Arroz" はスペイン語で米、"leche" は乳、"con"  は 「〜と共に」という意味の前置詞である。

## バリエーションなど
上記のアロス・コン・レーチェに、卵の黄身を加えたものは、「アロス・エンペラトリス」（arroz emperatriz : スペイン語で「皇后の米」の意）と呼ばれる。
メキシコでは、始めから牛乳で米を煮るのではなく、水で煮た米にコンデンスミルクや牛乳を加えて作る事も多い。
干しブドウなどの乾燥果物を入れる事もある。大人向けにはブランデーやポートワインなどを入れる事もある。
同様の料理は世界各国にあり、例えば英語圏では「ライスプディング」、ポルトガルではアローシュ・ドース、ドイツでは「ミルヒライス」と呼ばれている。

## 童謡
アロス・コン・レーチェは、スペイン語圏の各国で子供のおやつとして人気が高い。また、「アロス・コン・レーチェ」という名前の童謡が広く親しまれている。
Arroz con leche, アロス・コン・レーチェ、

me quiero casar　結婚したいな

con una señorita de San Nicolás　サン・ニコラスのお嬢さんと

que sepa coser　裁縫ができて

que sepa bordar　刺繍ができて

que sepa abrir la puerta　ドアを開けて

para ir a jugar.　遊びに行ってくれる子と。

Con ésta sí.　これで「はい」。

con éste no,　これで「いいえ」、

con esta señorita　このお嬢さんと

me caso yo.　結婚しよう。

Cásate conmigo que yo te daré　結婚してくれたら

zapatos y medias color café.　茶色の靴と靴下をあげる。
この歌詞は、地域によって多少異なっている。特に「サン・ニコラス」の部分はそれぞれの土地にちなんだ名前で歌われる。しかし、いずれも子供の好きなものの一つとして歌の冒頭にアロス・コン・レーチェが登場する。